# Hofanlage Meyenburger Damm 7
Die Hofanlage Meyenburger Damm 7 in der niedersächsischen Gemeinde Schwanewede, Ortsteil Meyenburg, stammt aus dem 18. und 19. Jahrhundert. Aktuell (2025) wird sie zum Wohnen und gewerblich genutzt.
Die Gebäude stehen wie der Ortskern unter Denkmalschutz (siehe auch Liste der Baudenkmale in Schwanewede).

## Geschichte und Beschreibung
In einer Urkunde von 1309 werden die Rechte an eine von der Bürgerschaft der Stadt Bremen gemeinsam mit den Grafen von Stotel, Delmenhorst und Oldenburg und einigen Adelsfamilien der Region erbauten Burg festgelegt. Der älteste Siedlungsbereich zwischen der Burg und dem Geestrand besteht aus dem Meyenburger Damm mit ortstypischem Straßenquerschnitt und Kopfsteinpflaster sowie seitlicher Begrenzung durch die Laubbäume der Höfe sowie Hecken und wenige Einfriedungen, sowie den giebelständigen Wohn- und Wirtschaftsgebäuden und Hofanlagen zumeist in Backstein (Nr. 3, 4, 7, 8, 14 bis 16, 20) sowie Kirche St. Luciae, Pfarrhaus, Friedhof, Schule und Gasthaus.
Die Hofanlage besteht aus
- dem eingeschossigen giebelständigen Wohn- und Wirtschaftsgebäude von 1858 (Inschrift) in Backstein als Vierständer-Hallenhaus mit reetgedecktem Krüppelwalmdach, Uhlenloch und Grooter Door mit Korbbogen, gestaltet mit rund- und segmentbogigen Fenstern im verklinkerten Wirtschaftsgiebel[2]
- der traufständigen Scheune von um 1780 in Fachwerk mit Steinausfachungen und ziegelgedecktem Walmdach, an der südöstlichen Giebelseite mit Satteldach verlängert, mit Giebel- und Seiteneinfahrt.[3]

Das Landesdenkmalamt befand u. a.: „… Teil des Ortskerns von Meyenburg …“